# 貴族院議長 (日本)
貴族院議長（きぞくいんぎちょう）は、大日本帝国憲法に基づき設置されていた日本の帝国議会の両院制を構成する貴族院（上院）の議長である。
日本国憲法施行後は、帝国議会に代わる国会において下院である衆議院は維持されたが、貴族院は廃止され上院として参議院が設置され、参議院議長（さんぎいんぎちょう）が後継役職となった。

## 概要
帝国議会における貴族院の議長及び副議長は、議院の意思によらず、内閣の輔弼により天皇から勅任されることとなっていた。任期は7年。任期の定めのある議員の場合は議員としての任期の期間、その職に就くこととなっていた。仮議長は、議長及び副議長の両者共に身体の故障等のある際に議院において選挙された。

## 歴代貴族院議長
| 貴族院議長（貴族院） | 貴族院議長（貴族院）      | 貴族院議長（貴族院） | 貴族院議長（貴族院）       | 貴族院議長（貴族院）      | 貴族院議長（貴族院）            | 貴族院議長（貴族院）                                           | 貴族院議長（貴族院） | 貴族院議長（貴族院） | 貴族院議長（貴族院）                                 |  |
| 代                   | 氏名                      | 氏名                 | 就任日                     | 退任日                    | 退任理由                        | 会期                                                           | 爵位                 | 所属会派             | 内閣総理大臣                                         |  |
| -------------------- | ------------------------- | -------------------- | -------------------------- | ------------------------- | ------------------------------- | -------------------------------------------------------------- | -------------------- | -------------------- | ---------------------------------------------------- |  |
| 1                    |                           | 伊藤博文             | 1890年（明治23年）10月24日 | 1891年（明治24年）7月21日 | 議員辞職                        | 第1回通常会                                                    | 伯爵                 |                      | 山県有朋 松方正義                                    |  |
| 2                    |                           | 蜂須賀茂韶           | 1891年（明治24年）7月21日  | 1896年（明治29年）10月3日 | 辞職                            | 第2回通常会 - 第9回通常会                                      | 侯爵                 |                      | 松方正義 伊藤博文 松方正義                           |  |
| 3                    |                           | 近衛篤麿             | 1896年（明治29年）10月3日  | 1903年（明治36年）12月4日 | 任期満了                        | 第10回通常会 - 第18回解散後議会                                | 公爵                 | 三曜会               | 松方正義 伊藤博文 大隈重信 山県有朋 伊藤博文 桂太郎  |  |
| 4                    |                           | 徳川家達             | 1903年（明治36年）12月4日  | 1910年（明治43年）12月5日 | 任期満了                        | 第19回通常会 - 第26回通常会                                    | 公爵                 | 火曜会               | 桂太郎 西園寺公望 桂太郎                             |  |
| 5                    | 1910年（明治43年）12月5日 | 徳川家達             | 1917年（大正6年）12月5日   | 任期満了                  | 第27回通常会 - 第39回解散後議会 | 桂太郎 西園寺公望 桂太郎 山本権兵衛 大隈重信 寺内正毅          | 公爵                 | 火曜会               |                                                      |  |
| 6                    | 1917年（大正6年）12月5日  | 徳川家達             | 1924年（大正13年）12月5日  | 任期満了                  | 第40回通常会 - 第49回解散後議会 | 寺内正毅 原敬 高橋是清 加藤友三郎 山本権兵衛 清浦奎吾 加藤高明 | 公爵                 | 火曜会               |                                                      |  |
| 7                    | 1924年（大正13年）12月5日 | 徳川家達             | 1931年（昭和6年）12月5日   | 任期満了                  | 第50回通常会 - 第59回通常会     | 加藤高明 若槻礼次郎 田中義一 浜口雄幸 若槻礼次郎               | 公爵                 | 火曜会               |                                                      |  |
| 8                    | 1931年（昭和6年）12月5日  | 徳川家達             | 1933年（昭和8年）6月9日    | 辞職                      | 第60回通常会 - 第64回通常会     | 若槻礼次郎 犬養毅 斎藤実                                       | 公爵                 | 火曜会               |                                                      |  |
| 9                    |                           | 近衛文麿             | 1933年（昭和8年）6月9日    | 1937年（昭和12年）6月7日  | 辞職                            | 第65回通常会 - 第70回通常会                                    | 公爵                 | 火曜会               | 斎藤実 岡田啓介 廣田弘毅 林銑十郎 近衛文麿           |  |
| 10                   |                           | 松平頼寿             | 1937年（昭和12年）6月19日  | 1939年（昭和14年）7月9日  | 議員任期満了                    | 第71回解散後議会 - 第74回通常会                                | 伯爵                 | 研究会               | 近衛文麿 平沼騏一郎                                  |  |
| 11                   | 1939年（昭和14年）7月13日 | 松平頼寿             | 1944年（昭和19年）9月13日  | 薨去                      | 第75回通常会 - 第85回臨時会     | 平沼騏一郎 阿部信行 米内光政 近衛文麿 東條英機 小磯國昭        | 伯爵                 | 研究会               |                                                      |  |
| 12                   |                           | 徳川圀順             | 1944年（昭和19年）10月11日 | 1946年（昭和21年）6月19日 | 議員辞職                        | 第86回通常会 - 第90回臨時会                                    | 公爵                 | 火曜会               | 小磯國昭 鈴木貫太郎 東久邇宮稔彦王 幣原喜重郎 吉田茂 |  |
| 13                   |                           | 徳川家正             | 1946年（昭和21年）6月19日  | 1947年（昭和22年）5月2日  | 貴族院廃止                      | 第90回臨時会 - 第92回通常会                                    | 公爵                 | 火曜会               | 吉田茂                                               |  |

歴代最長議長:4.5.6.7.8代徳川家達（10780日）（1903年12月4日-1933年6月9日）

## 歴代貴族院副議長
| 貴族院副議長（貴族院） | 貴族院副議長（貴族院） | 貴族院副議長（貴族院）     | 貴族院副議長（貴族院）     | 貴族院副議長（貴族院） | 貴族院副議長（貴族院）          | 貴族院副議長（貴族院） | 貴族院副議長（貴族院） |
| 代                     | 氏名                   | 就任日                     | 退任日                     | 退任事由               | 会期                            | 爵位                   | 所属会派               |
| ---------------------- | ---------------------- | -------------------------- | -------------------------- | ---------------------- | ------------------------------- | ---------------------- | ---------------------- |
| 1                      | 東久世通禧             | 1890年（明治23年）10月24日 | 1891年（明治24年）8月1日   | 議員辞職               | 第1回通常会                     | 伯爵                   |                        |
| 2                      | 細川潤次郎             | 1891年（明治24年）9月30日  | 1893年（明治26年）11月13日 | 議員辞職               | 第2回通常会 - 第4回通常会       |                        |                        |
| 3                      | 西園寺公望             | 1893年（明治26年）11月13日 | 1894年（明治27年）5月12日  | 辞職                   | 第5回通常会 - 第6回解散後議会   | 侯爵                   |                        |
| 4                      | 黒田長成               | 1894年（明治27年）10月6日  | 1901年（明治34年）10月7日  | 任期満了               | 第7回臨時会 - 第15回通常会      | 侯爵                   | 研究会                 |
| 5                      | 黒田長成               | 1901年（明治34年）10月7日  | 1908年（明治41年）10月7日  | 任期満了               | 第16回通常会 - 第24回通常会     | 侯爵                   | 研究会                 |
| 6                      | 黒田長成               | 1908年（明治41年）10月7日  | 1915年（大正4年）10月7日   | 任期満了               | 第25回通常会 - 第36回解散後議会 | 侯爵                   | 研究会                 |
| 7                      | 黒田長成               | 1915年（大正4年）10月7日   | 1922年（大正11年）10月7日  | 任期満了               | 第37回通常会 - 第45回通常会     | 侯爵                   | 研究会                 |
| 8                      | 黒田長成               | 1922年（大正11年）10月7日  | 1924年（大正13年）1月16日  | 辞職                   | 第46回通常会 - 第48回通常会     | 侯爵                   | 研究会                 |
| 9                      | 蜂須賀正韶             | 1924年（大正13年）1月16日  | 1931年（昭和6年）1月16日   | 任期満了               | 第48回通常会 - 第59回通常会     | 侯爵                   | 研究会                 |
| 10                     | 近衛文麿               | 1931年（昭和6年）1月16日   | 1933年（昭和8年）6月9日    | 議長就任               | 第59回通常会 - 第64回通常会     | 公爵                   | 火曜会                 |
| 11                     | 松平頼寿               | 1933年（昭和8年）6月9日    | 1937年（昭和12年）6月19日  | 議長就任               | 第65回通常会 - 第70回通常会     | 伯爵                   | 研究会                 |
| 12                     | 佐佐木行忠             | 1937年（昭和12年）6月19日  | 1944年（昭和19年）6月19日  | 任期満了               | 第71回解散後議会 - 第84回通常会 | 侯爵                   | 火曜会                 |
| 13                     | 佐佐木行忠             | 1944年（昭和19年）6月19日  | 1944年（昭和19年）10月21日 | 辞職                   | 第85回臨時会                    | 侯爵                   | 火曜会                 |
| 14                     | 酒井忠正               | 1944年（昭和19年）10月21日 | 1945年（昭和20年）12月17日 | 議員辞職               | 第86回通常会 - 第89回臨時会     | 伯爵                   | 研究会                 |
| 15                     | 徳川宗敬               | 1946年（昭和21年）6月19日  | 1947年（昭和22年）5月2日   | 貴族院廃止             | 第90回臨時会 - 第92回通常会     | 伯爵                   | 研究会                 |

## 歴代貴族院仮議長
| 貴族院仮議長（貴族院） | 貴族院仮議長（貴族院）     | 貴族院仮議長（貴族院）                                               | 貴族院仮議長（貴族院） | 貴族院仮議長（貴族院） | 貴族院仮議長（貴族院） |
| 氏名                   | 選任日                     | 事由                                                                 | 会期                   | 爵位                   | 所属会派               |
| ---------------------- | -------------------------- | -------------------------------------------------------------------- | ---------------------- | ---------------------- | ---------------------- |
| 近衛篤麿               | 1891年（明治24年）1月13日  | 伊藤議長故障、東久世副議長病気                                       | 第1回通常会            | 公爵                   |                        |
| 近衛篤麿               | 1891年（明治24年）1月29日  | 伊藤議長故障、東久世副議長病気                                       | 第1回通常会            | 公爵                   |                        |
| 徳川頼倫               | 1919年（大正8年）2月14日   | 徳川議長病気、黒田副議長故障                                         | 第41回通常会           | 侯爵                   | 研究会                 |
| 徳川頼倫               | 1919年（大正8年）2月20日   | 徳川議長故障、黒田副議長病気                                         | 第41回通常会           | 侯爵                   | 研究会                 |
| 近衛文麿               | 1921年（大正10年）12月27日 | 徳川議長公務により海外出張、黒田副議長参内                           | 第45回通常会           | 公爵                   | 火曜会                 |
| 蜂須賀正韶             | 1922年（大正11年）3月24日  | 徳川議長故障、黒田副議長旅行 （同日徳川議長は蜂須賀仮議長を2回選任） | 第45回通常会           | 公爵                   | 研究会                 |
| 徳川圀順               | 1941年（昭和16年）2月12日  | 松平議長病気、佐佐木副議長故障                                       | 第76回通常会           | 公爵                   | 火曜会                 |
| 徳川圀順               | 1943年（昭和18年）6月17日  | 松平議長病気、佐佐木副議長故障                                       | 第82回臨時会           | 公爵                   | 火曜会                 |
| 島津忠重               | 1945年（昭和20年）12月15日 | 松平議長、酒井副議長ともに故障                                       | 第89回臨時会           | 公爵                   | 火曜会                 |
| 中御門経恭             | 1947年（昭和22年）2月20日  | 徳川議長病気、徳川副議長故障                                         | 第92回通常会           | 侯爵                   | 火曜会                 |

- 仮議長の選任は議長に委任され、投票によることはなかった。

## 記録
最年少就任記録は近衛篤麿の33歳、最長在任記録は徳川家達の29年6ヶ月。いずれも衆議院議長・参議院議長も含めた最年少・最長記録である。
親子二代で議長を務めたのは近衛篤麿・文麿と徳川家達・家正の二組。これも衆議院議長・参議院議長には例がない（三権の長としては内閣総理大臣を親子二代で務めた福田赳夫・康夫の例や最高裁判所長官を親子二代で務めた寺田治郎・寺田逸郎の例がある）。
貴族院議長になった内閣総理大臣経験者は初代伊藤博文、貴族院議長退任後内閣総理大臣になったのは伊藤と近衛文麿。
上記一覧のとおり、歴代の貴族院議長はいずれも華族議員で、勅選議員など非華族からの議長就任はなかった。また、勲功華族出身者の議長も初代の伊藤だけで、残りは皆公家・大名の出身である。そのほとんどが公爵であり、侯爵として蜂須賀茂韶、伯爵としては初代の伊藤（後に公爵に陞爵）と松平頼寿があるだけで、時代を経て「正副議長は侯爵以上」という慣例が成立する中で副議長から議長へと進んだ松平は異例とみなされていた。